# دوغلاس هيج (إيرل هيج الأول)
دوغلاس هيج، إيرل هيج الأول (بالإنجليزية:  Douglas Haig, 1st Earl Haig)‏ كان ضابطًا بريطانيًا خلال الحرب العالمية الأولى> كان القائد العسكري للقوات البريطانية في معركة السوم والتي فيها كانت معدلات الخسارة في الأرواح للجنود البريطانيين هي الأعلى في تاريخ بريطانيا العسكري. كذلك هو القائد العسكري في معركة باشنديل وهجوم المائة يوم والتي منها وُقعت هدنة كومبين الأولى عام .1918.

## روابط خارجية
- دوغلاس هيج، إيرل هيج الأول على موقع الموسوعة البريطانية (الإنجليزية)
- دوغلاس هيج، إيرل هيج الأول على موقع إن إن دي بي (الإنجليزية)
- دوغلاس هيج، إيرل هيج الأول على موقع ديسكوغز (الإنجليزية)